# Saint-Ouen-de-Pontcheuil
Saint-Ouen-de-Pontcheuil – miejscowość i gmina we Francji, w regionie Normandia, w departamencie Eure.
Według danych na rok 1990 gminę zamieszkiwało 108 osób, a gęstość zaludnienia wynosiła 92 osoby/km² (wśród 1421 gmin Górnej Normandii Saint-Ouen-de-Pontcheuil plasuje się na 788. miejscu pod względem liczby ludności, natomiast pod względem powierzchni na miejscu 899.).